# Andriasa submarginalis
Andriasa submarginalis är en fjärilsart som beskrevs av Walker 1864. Andriasa submarginalis ingår i släktet Andriasa och familjen svärmare. Inga underarter finns listade i Catalogue of Life.